# Beekse Bergen Safari Park

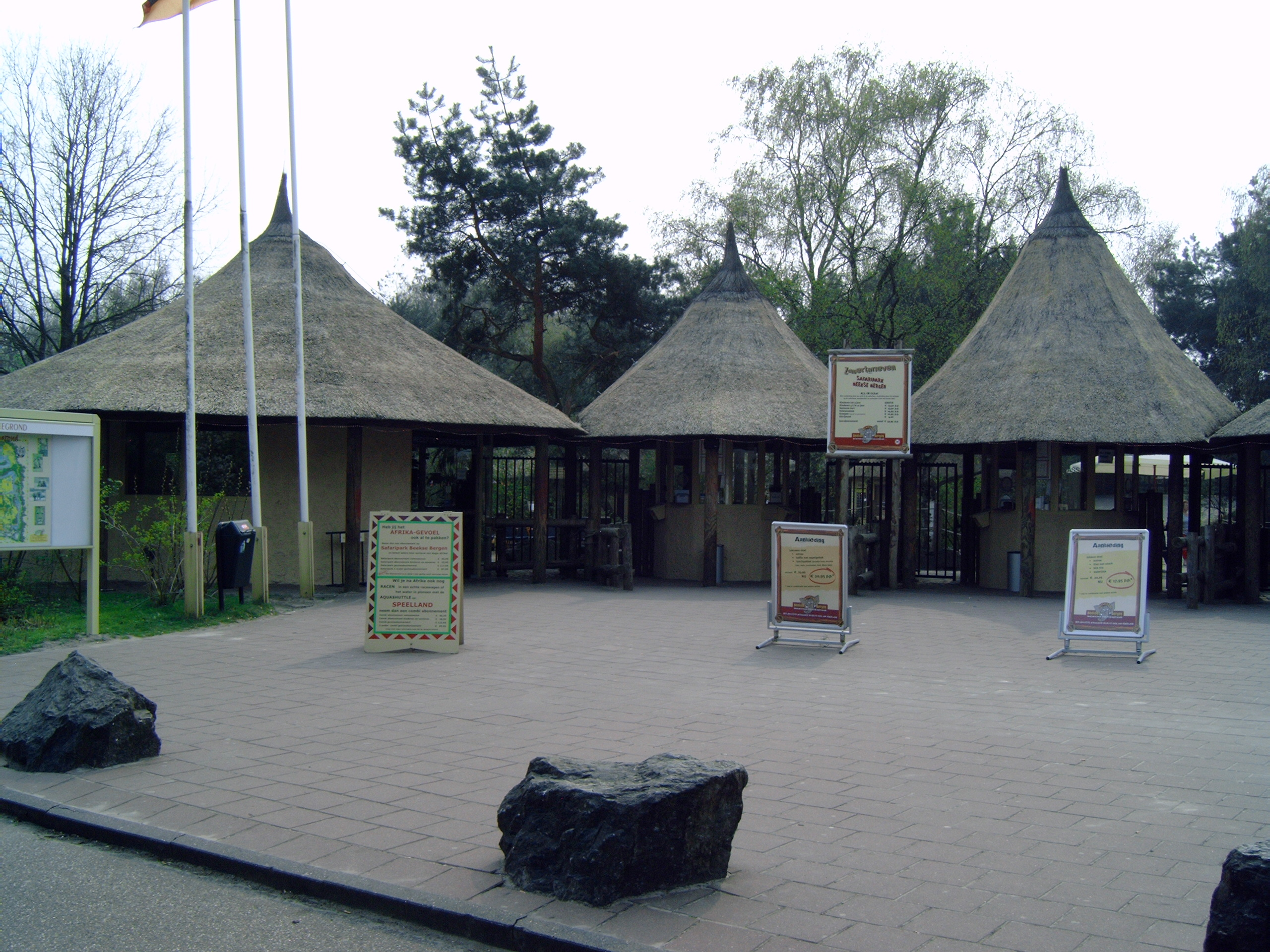
Wejście do parku Beekse Bergen

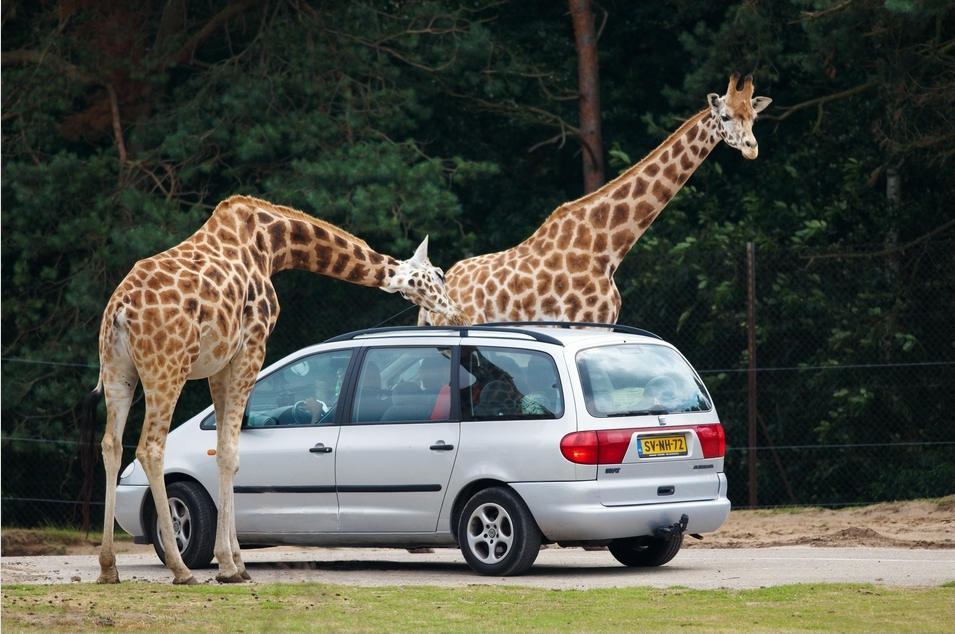
Żyrafy w parku Beekse Bergen

Beekse Bergen Safari Park – park safari w Holandii w prowincji Brabancja Północna w pobliżu Hilvarenbeek pod Tilburgiem, przy trasie N269.
Park zasiedla ok. 800 zwierząt (dane z roku 2008) należących do 125 gatunków. Wśród najważniejszych wymienia się lwa, żyrafę, słonia, ale także małpy oraz różne gatunki ptaków – m.in. flamingi i pingwiny. Oprócz szlaków wytyczonych dla samochodów wyznaczona została także trasa dla pieszych.
W 2014 safari park Beekse Bergen odwiedziło 875 tysięcy osób, w 2015 nieco ponad 900 tysięcy.

## Historia
1 czerwca 1968 roku, w miejscu współcześnie istniejącego safari parku Beekse Bergen, utworzono safari park o nazwie Leeuwenpark Beekse Bergen, o powierzchni 60 hektarów, w którym można było z okien samochodu oglądać jedynie 4 dziko żyjące stada lwów. Safari park stanowił część terenu rekreacyjnego o nazwie Beekse Bergen. Wokół safari parku wybudowano podwójne ogrodzenie o wysokości 4 metrów. W 1970 roku safari park otrzymał nazwę Beekse Bergen oraz powiększono zajmowaną powierzchnię. W latach 70. XX wieku do parku sprowadzono nowe gatunki afrykańskich zwierząt, m.in. gepardy, pawiany, białe nosorożce, zebry, antylopy, koby, lamy, nandu, strusie, żyrafy, gnu, muflony, oryksy, likaony i tygrysy. Od 1978 po parku zaczął kursować autobus. W 1980 roku safari park Beekse Bergen został członkiem stowarzyszenia holenderskich ogrodów zoologicznych, ponownie zwiększono powierzchnię zajmowaną przez park oraz sprowadzono kolejne gatunki zwierząt, m.in. konie Przewalskiego, jelenie, daniele, jelenie wschodnie, szkocką rasę bydła i różne gatunki gęsi. Ponadto w latach 80. wytyczono szlaki dla pieszych i wybudowano parking dla samochodów. W latach 1985 i 1986 park znajdował się w kryzysie finansowym. W 1987 roku park, który był dotychczas własnością dwóch gmin (Tilburg i Hilvarenbeek), sprywatyzowano – został przejęty przez spółkę Libéma BV. Dokonano modernizacji parku, tak, aby wyglądał jak najbardziej naturalnie, usunięto zbędne ogrodzenia i budynki. W roku 1988 wykopano kanał i rok później turyści mogli oglądać dzikie zwierzęta z pokładu łodzi. Park dołączył do europejskiego programu rozmnażania i hodowli, mającego na celu ochronę gatunków zagrożonych wyginięciem. W latach 90. rozszerzono możliwość zwiedzania parku pieszo, jak i samochodem, a trasy zaplanowano w taki sposób, aby samochody nie przeszkadzały zwiedzającym na szlakach dla pieszych.  Do safari parku sprowadzono następne nowe gatunki zwierząt: milu chińskiego, guźca, surykatki, serwale, hieny, w tym zwierzęta charakterystyczne dla Australii: kangury (szare i walabie) oraz emu. W roku 2000 został oddany do użytku teren przeznaczony specjalnie dla zwierząt pochodzących z Azji, m.in. niedźwiedzi malajskich, gibonów i wyderek. W latach 2000. odnowiono lub zmodernizowano miejsca pobytu wielu zwierząt, np. panter i flamingów, oraz wybudowano wysepki dla małp człekokształtnych. Do kolekcji dołączono wargacze, szympanse, goryle, hieny pręgowane oraz liczne gatunki ptaków umieszczone w dwóch dużych ptaszarniach.

## Atrakcje dla turystów
Oprócz szlaków dla pieszych, park oferuje także auto safari, przejażdżkę autobusem (dwie trasy, łącznie 45 minut) i łodzią (30 minut), podczas których można zobaczyć jak żyją szympansy, słonie, lwy, pingwiny, hieny, nosorożce i goryle. Na sawannie odwiedzający spotka zebry, żyrafy i bawoły. W porze karmienia personel opiekujący się dzikimi zwierzętami udziela informacji na temat obyczajów i pokarmu preferowanego przez dany gatunek zwierząt. Wszystkie formy safari (na pieszo, samochód, autobus i łódź) można łączyć w dowolnej formie i wchodzą w cenę biletu. Trasa przez park ma 3,5 km długości. Istnieje także możliwość wynajęcia przewodnika. Podczas przejazdu autobusem i łodzią zawsze obecny jest przewodnik, który opowiada o zwierzętach spotykanych na trasie. W sezonie odbywa się trzy razy dziennie pokaz umiejętności ptaków drapieżnych, takich jak myszołów czy orzeł. W sezonie zimowym nie odbywają się przejazdy łodzią, zwierzęta można oglądać w ich miejscach zamieszkania rozlokowanych wzdłuż trasy. Zimą, w zależności od warunków pogodowych, można spotkać zwierzęta poza ich stanowiskami.

## Ogólne informacje
Safari park Beekse Bergen jest otwarty przez cały rok, także w dni świąteczne; jesienią i zimą krócej niż w porze lata. Niedozwolony jest wstęp dla zwierząt domowych, z wyjątkiem psów-pomocników po spełnieniu odpowiednich wymogów i w ograniczonym zakresie. Psy można odpłatnie pozostawić na czas pobytu w safari parku w schronisku koło recepcji. Zakaz zabierania psów dotyczy także auto safari, czyli oglądania dzikich zwierząt z okien samochodu. Na terenie parku znajdują się m.in. następujące obiekty: dwie restauracje (przy wejściu i z tyłu parku), kioski z żywnością, miejsca do pikniku, sklep z pamiątkami, miejsca zabaw dla dzieci i toalety. W sezonie jest czynny punkt pierwszej pomocy. Park jest przystosowany do odwiedzin osób niepełnosprawnych, w tym osób poruszających się na wózku inwalidzkim. Dokarmianie zwierząt jest zabronione.
W pobliżu safari parku Beekse Bergen, znajduje się  letnisko o tej samej nazwie: Vakantiepark Beekse Bergen, położone na zalesionym terenie. Turyści mogą nocować w różnych typach wakacyjnych domków, w namiotach, na kempingu lub miejscach przeznaczonych dla posiadaczy kamperów. Od 2013 roku, corocznie, na terenie letniska Beekse Bergen odbywa się trzydniowy festiwal muzyczny o nazwie Best Kept Secret.